# Ascher Hütte

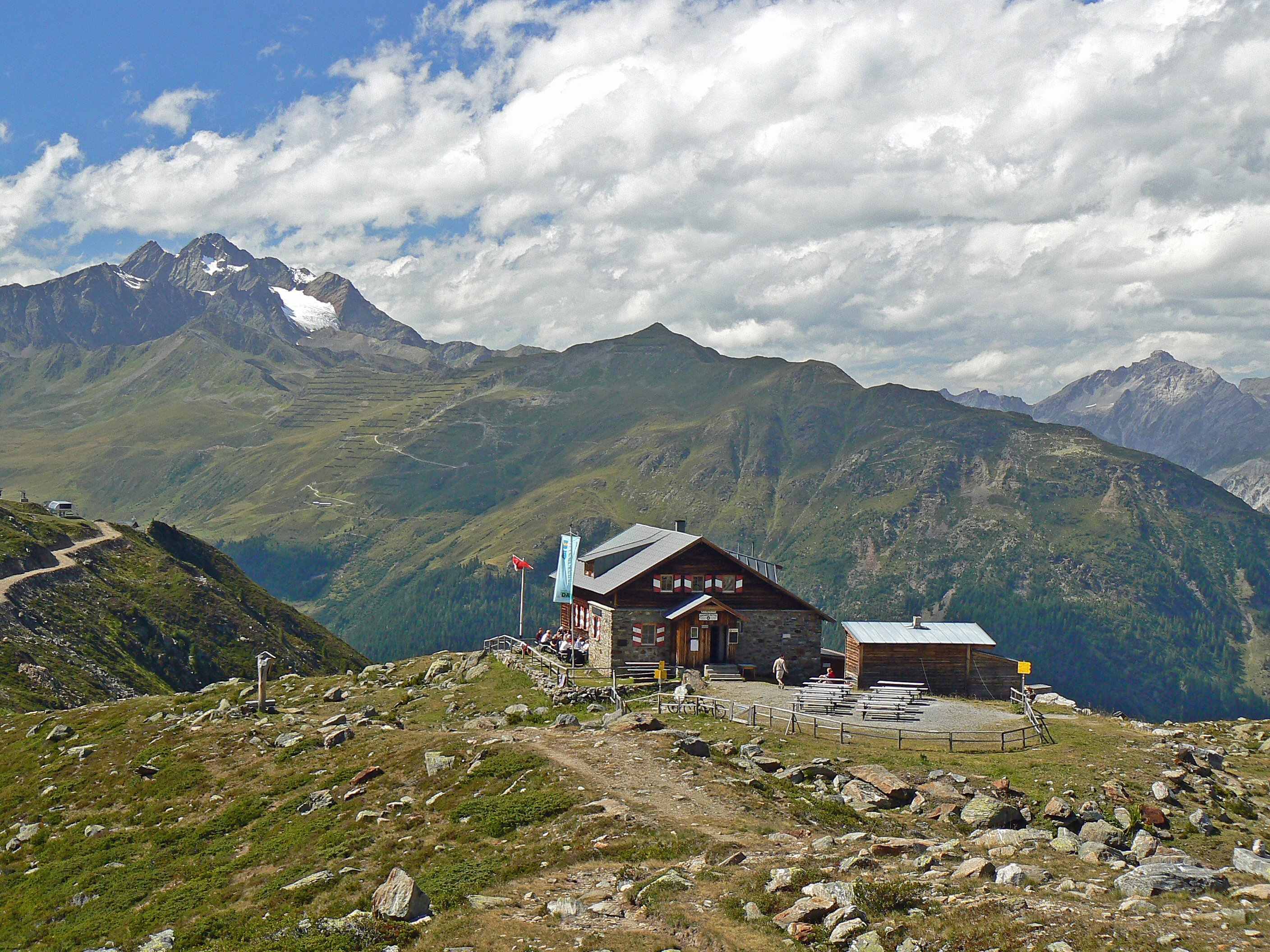
Ascher Hütte mit Hohem Riffler im Hintergrund

Die Ascher Hütte ist eine Schutzhütte der Sektion Pfaffenhofen-Asch des Deutschen Alpenvereins. Sie liegt auf 2256 m ü. A. Höhe in der Samnaungruppe umgeben von Blankakopf und Rotpleiskopf und ist von Anfang Juli bis Mitte September geöffnet.

## Geschichte
Die Ascher Hütte wurde 1896 von der Sektion Asch des Deutschen und Österreichischen Alpenvereins erbaut. Sie war eine kleine Einraumhütte, mit durch einen Vorhang abgetrennten Lagern. Die Hütte war damals schon nicht nur im Sommer bewirtschaftet, sondern auch im Frühjahr ab Ostern für die Tourengeher geöffnet.
Aus Anlass der Vertreibung der Sudetendeutschen aus ihrer Heimat nach dem Zweiten Weltkrieg wurden die Mitglieder der Sektion Asch auf ganz Deutschland verteilt. Schon 1952 ließen 14 Mitglieder in Selb die Sektion wieder aufleben. Die Sektion gewann sehr schnell viele von den alten Mitgliedern zurück. Um die Ascher Hütte besser betreuen zu können, wurde der Sektionssitz nach München verlegt.
Umbaupläne für die Hütte wurden 1957 in Angriff genommen. Die Firstausrichtung wurde geändert, ein Teil der alten Hütte aber in den Neubau integriert. Mit einer Erweiterung 1975 erhielt die Hütte ihre jetzige Größe. Am 6. Juli 1996 wurde das hundertjährige Jubiläum der Hütte gefeiert.

## Zugänge
- von See (1050 m) durch das Schallertal, Gehzeit: 4 Stunden
- von der Medrig-Alm, Materialseilbahn, Gehzeit: 2 Stunden
- von Pifang über die Medrig-Alm, Gehzeit: 4–5 Stunden
- von Tobadill (1136 m), Gehzeit: 6 Stunden

## Übergänge zu Nachbarhütten
- Kölner Haus (1965 m)
  - über die Glockscharte (2770 m), Gehzeit: 3½ Stunden
  - über das Furglerjoch (2744 m), Gehzeit: 4 Stunden
- Hexenseehütte (2576 m) über das Masnerjoch (2685 m), Gehzeit: 3 bis 3½ Stunden

## Gipfelbesteigungen
- Rotpleiskopf (2936 m), Gehzeit: 2 Stunden
- Furgler (3004 m), Gehzeit: 3 Stunden
- Hexenkopf, Gehzeit: 5½ Stunden
- Gamsbergspitze (2839 m), Gehzeit: 2½ Stunden
- Blankakopf (2892 m), Gehzeit: 2 Stunden
- Kübelgrubenkopf, Gehzeit: 1½ Stunden